# Al Oerter
Alfred Adolf Oerter, Jr. dit Al Oerter (né le 19 septembre 1936 à Astoria et mort le 1er octobre 2007 à Fort Myers) est un athlète américain, pratiquant le lancer du disque. Il restera dans l'histoire de l'athlétisme comme le plus grand discobole de tous les temps, premier athlète à avoir conquis quatre médailles d'or olympiques consécutivement dans la même épreuve individuelle. Une performance que seul Carl Lewis égalera au saut en longueur. Dans l'ensemble des disciplines olympiques, cet exploit n'est égalé qu'à la natation par Michael Phelps au 200 m 4 nages et Katie Ledecky au 800 m nage libre, et par la lutteuse japonaise Kaori Ichō et le lutteur cubain Mijaín López.

## Biographie
Pour ses premiers Jeux olympiques, les Jeux olympiques de 1956 à Melbourne, bien que n'étant pas un favori au départ de la compétition, il réalise un lancer à 56,36 mètres, son record personnel, qui lui octroie la médaille d'or.
L'année suivante 1957 a failli marquer la fin de sa carrière. Il échappe à la mort lors d'un accident d'automobile. Revenu sur les pistes, il continue sa progression et revient pour ses deuxièmes Jeux olympiques avec les jeux de Rome. Il n'est toutefois pas le favori de l'épreuve, devancé lors des sélections américaines par son compatriote Rink Babka. Il y remporte toutefois de nouveau le concours.
Pour sa troisième participation aux jeux, il est de nouveau un prétendant au titre, mais le grand favori est le tchèque Ludvik Danek, qui a remporté 45 concours consécutifs. De plus, Oerter est diminué par une blessure aux côtes et une blessure au cou. Lors de son cinquième essai, Il réalise le record olympique avec 61,00 mètres, exploit réalisé alors qu'il a retiré la minerve qui lui protégeait le cou. Bien que la douleur l'empêche de tenter son dernier essai, il remporte son troisième titre,.
En 1962 il devient le premier à passer la barre des 200 pieds, soit 60,96 m. La meilleure marque mondiale est ainsi établie à 61,10 m
Son quatrième rendez-vous avec les jeux commence avec une heure de retard, en raison d'un orage violent. Le concours se dispute sous la pluie. Celui-ci est en théorie promis à l'Américain Jay Silvester, alors détenteur du record du monde avec 68,40 mètres. Après le premier essai le concours est mené par deux Allemands de l'Est, Milde et Losch. Oerter, lors de son troisième essai, lance au-delà des 64 mètres pour prendre la tête du concours. Dans le même temps Silvester rate son essai, puis le suivant, alors qu'Oerter accomplit un nouvel essai au delà des 64 mètres, à 4 centimètres de sa marque précédente. Oerter conserve son titre olympique, établissant avec les 64,78 mètres de son troisième essai un nouveau record personnel,. Il devient de plus le premier athlète de l'histoire à remporter quatre titres consécutifs lors des jeux, exploit qui ne sera égalé que par Carl Lewis, Michael Phelps et Kaori Icho lors des Jeux Olympiques modernes. Il faut aussi se souvenir de Milon de Crotone, un athlète antique, qui remporta six olympiades consécutives à la lutte.
Il se retire alors des stades, avant de relever un nouveau défi pour les jeux de Moscou, à 43 ans. Sa tentative lors des sélections américaines se solde par la quatrième place, ce qui le prive d'une sélection pour les jeux. Toutefois, la sélection américaine ne se rendit pas à Moscou en raison du boycott demandé par le président américain Jimmy Carter pour protester contre l'invasion de l'Afghanistan par les troupes soviétiques. 
Cette même année 1980 Al Oerter réalise à 44 ans le meilleur jet de sa carrière avec 69 mètres 46.
Sur le plan professionnel, il est cadre dans une entreprise de Long Island, la Grumann Data Systems ; il réside à West Islip avec son épouse d'origine française et leurs deux enfants.
Il meurt en octobre 2007, à l'âge de 71 ans, d'une crise cardiaque.
Il est élu au Temple de la renommée de l'athlétisme des États-Unis en 1974. Près de quatre ans après sa mort, en mars 2012, il figure parmi les douze premiers athlètes élus au Temple de la renommée de l'IAAF

## Palmarès
| Date | Compétition        | Lieu      | Résultat | Marque  |
| ---- | ------------------ | --------- | -------- | ------- |
| 1956 | Jeux olympiques    | Melbourne | 1er      | 56,36 m |
| 1959 | Jeux panaméricains | Chicago   | 1er      | 58,12 m |
| 1960 | Jeux olympiques    | Rome      | 1er      | 59,18 m |
| 1964 | Jeux olympiques    | Tokyo     | 1er      | 61,00 m |
| 1968 | Jeux olympiques    | Mexico    | 1er      | 64,78 m |

## Records
Record du monde battus :
- record du monde avec 61,10 m en 1962
- record du monde avec 62,45 m en 1962
- record du monde avec 62,62 m en 1963
- record du monde avec 62,94 m en 1964

### Autres
- dix fois champion des États-Unis